# Siuri
Siuri – gaun wikas samiti w zachodniej części Nepalu w strefie Rapti w dystrykcie Rolpa. Według nepalskiego spisu powszechnego z 2011 roku liczył on 319 gospodarstw domowych i 1720 mieszkańców (924 kobiety i 796 mężczyzn).